# Lovers rock
Lovers rock es un estilo de música reggae caracterizado por su sonido y contenido romántico. Aunque la temática amorosa ha tenido un importante papel en el reggae desde finales de los años 60, este estilo se concentra aún más en ese contenido. El nombre se acuñó en Inglaterra hacia mediados de los años 70.

## Historia
Las raíces del Lovers Rock se encuentran en los primeros días del reggae, cuando importantes cantantes jamaicanos y estadounidenses como Ken Boothe, Johnny Nash, Gregory Isaacs y John Holt lograron un gran éxito internacional a través de versiones reggae de populares canciones de amor.
Más adelante, el género se consolida en la escena reggae de Londres gracias a su carácter político, lo que hacía que el estilo funcionara como contrapunto perfecto al sonido militante rastafari dominante en la época en Jamaica. El Lovers Rock combinaba el sonido suave del soul de Chicago y Filadelfia con líneas de bajo y ritmos jamaicanos. Profundamente arraigado en los sound systems del sur de Londres, el estilo atraía especialmente a las mujeres y dio numerosas estrellas femeninas como Carroll Thompson y Louisa Mark. El matrimonio formado por Dennis y Eve Harris lograron un importante éxito con "Last Date" de T.T. Ross, estableciendo Dennis Harris entonces un nuevo sello discográfico, Lovers Rock, junto a John Kpiaye y Dennis Bovell, que dio su nombre al estilo. Más adelante, el trío del sur de Londres Brown Sugar fue pionero del estilo "conscious lovers" (lovers consciente o militante), con temas como "I'm In Love With a Dreadlocks" y "Black Pride". Entre los productores más influyentes del género se encuentra Mad Professor.
La popularidad del Lovers Rock continuó en los años 80 con las publicaciones del sello Fashion Records. En los años 90 también se produjo material del estilo.